# Llanura de la Bahía Próspera

Mapa de la isla con la llanura

Llanura de la Bahía Próspera (en inglés: Prosperous Bay Plain) es un área en la costa norte-oriental de la isla Santa Elena, un territorio insular británico en el océano Atlántico Sur. Es el sitio donde se encuentra el Aeropuerto de Santa Elena y se destaca por su alta biodiversidad de invertebrados. Forma parte del distrito de Longwood.

## Geografía
La llanura forma parte de la zona árida del este de Santa Elena, y cubre cerca de 2,25 km², que comprende una de las mayores áreas de terreno relativamente llano de la isla. Se formó hace 8,5 millones años por los flujos de lava del Volcán Suroeste de la isla. La superficie de la llanura está cubierta de rocas, arena y polvo, que hay es que contiene altas concentraciones de sales minerales.
Dentro de la llanura hay una depresión de unas 60 hectáreas (0.6 km²) conocida como la Cuenca Central, que forma un pequeño ecosistema desértico.

## Flora
El clima de la llanura es árido y las plantas son pocas, dispersos y de bajo crecimiento. En donde hay polvo y barrancos están dominadas por el nativo Suaeda fruticosa. En las zonas rocosas la planta más dominante es la uña de gato (Carpobrotus edulis). En laderas secas, incluidas las de la Cuenca Central, hay varias plantas del género Chenopodium. La llanura tiene una serie de importantes poblaciones de flora endémica de la isla. Aunque algunas de ellas eran más abundantes en el pasado, antes de la introducción de los herbívoros exóticos.

## Fauna

### Aves
Antes del descubrimiento de Santa Elena en 1502, la llanura era el hogar de colonias de cría de aves marinas. Estos desaparecieron tras la liquidación de la isla de la depredación por humanos y los gatos salvajes. La única ave endémica de la isla que todavía está presente es el Charadrius sanctaehelenae, de los cuales la llanura constituye el 10 % de su hábitat restante.

### Invertebrados
La llanura es un punto caliente de biodiversidad, el hogar de una extraordinaria concentración de invertebrados endémicos, el área es el centro principal de la evolución en la isla para los animales adaptados a hábitats áridos. Algunas de entre 35 y 40 especies y seis géneros registrados en esta área limitada no se registran en ninguna otra parte del mundo. La tijereta gigante de Santa Elena (Labidura herculeana) vive aquí, aunque no hayan existido registros de especies en vida desde 1967. El escarabajo gigante de Santa Elena también puede estar extinguido. El molusco Nesopupa turtoni que se creía extinto fue descubierto con vida en 2003.

## Conservación
El hábitat de invertebrados en la llanura se ha visto afectado por muchos factores, entre ellos la eliminación sistemática de rocas sueltas para la construcción, la formación de huellas de vehículos, y la construcción de estructuras tales como fortalezas. La principal amenaza futura para las comunidades de invertebrados es el Aeropuerto de Santa Elena que, junto con sus accesos, provocó la destrucción de una parte de la llanura, incluyendo parte de la Cuenca Central.